# Rioux
Rioux è un comune francese di 944 abitanti situato nel dipartimento della Charente Marittima nella regione della Nuova Aquitania.

## Società

### Evoluzione demografica
Abitanti censiti